# Idães
Idães é uma povoação portuguesa sede da Freguesia de Idães do Município de Felgueiras, freguesia com 7,11 km² de área e 2550 habitantes (censo de 2021), tendo, por isso, uma densidade populacional de 358,6 hab./km².
O principal núcleo urbano da freguesia é a povoação de Barrosas que foi elevada à categoria de vila em 9 de agosto de 1990.
Idães pertenceu ao extinto concelho de Barrosas, extinto em 30 de junho de 1852, e em 31 de dezembro de 1853 passou a integrar o concelho (atual município) de Felgueiras.

## Demografia
A população registada nos censos foi:
| Distribuição da População por Grupos Etários | Distribuição da População por Grupos Etários | Distribuição da População por Grupos Etários | Distribuição da População por Grupos Etários | Distribuição da População por Grupos Etários |
| -------------------------------------------- | -------------------------------------------- | -------------------------------------------- | -------------------------------------------- | -------------------------------------------- |
| Ano                                          | 0-14 Anos                                    | 15-24 Anos                                   | 25-64 Anos                                   | > 65 Anos                                    |
| 2001                                         | 614                                          | 444                                          | 1235                                         | 212                                          |
| 2011                                         | 479                                          | 365                                          | 1403                                         | 249                                          |
| 2021                                         | 348                                          | 339                                          | 1473                                         | 390                                          |

## Património
- Largo do Mosteiro do Bom Jesus de Barrosas e estrada municipal
- Cruzeiro do Bom Jesus de Barrosas
- Igreja Matriz de Idães